# Beilicato di Hacıemir
Il beilicato di Hacıemir (chiamato anche Beylik di Bayram) fu un beilicato nell'Anatolia settentrionale tra il XIV e XV secolo. I documenti storici sul beilicato sono scarsi. In alcune fonti il beilicato era chiamato Bayramoğulları (figli di Bayran) e in altri Hacıemiroğulları (figli di Hacıemir). In realtà Hacıemir era il figlio di Bayram. Nei documenti greci il nome del beilicato era "Chalybes beylik".

## Origine
La popolazione del beilicato era composta principalmente da Çepni, un ramo dei turcomanni. Nell'XI e nel XII secolo erano nel regno di Danishmendidi. Dopo la conquista dei Danishmendidi da parte dei Selgiuchidi dell'Anatolia, alcuni di loro si stabilirono in altre parti dell'Anatolia, e altri rimasero nella loro vecchia terra. Dopo il crollo dei Selgiuchidi e la fine del dominio mongolo, fondarono una serie di piccoli beilicati, tra i quali il beilicato di Hacıemir. La capitale era il villaggio di Kale vicino a Mesudiye nell'odierna provincia di Ordu.

## Storia antica
All'inizio del XIV secolo la regione fu sotto i Mongoli e in seguito gli Eretnidi. Il beilicato dichiarò l'indipendenza durante la guerra civile nelle terre mongole (1335-1336). Il primo Bey fu Bayram che combatté contro l'Impero di Trebisonda. Nel 1348, in alleanza con molti altri bey, pose l'assedio a Trebisonda ma la coalizione venne sconfitta. La data di morte di Bayram non è nota. ma secondo i documenti dell'Impero di Trebisonda nel 1357, fu Hacıemir, il figlio di Bayram, a fare una campagna contro Maçka. Tuttavia, nel 1358 sposandosi con Teodora, figlia di Basilio di Trebisonda, strinse rapporti familiari con l'Impero di Trebisonda. Tuttavia nel 1361 organizzò una campagna per conquistare Giresun che si concluse con un fallimento. Formò un'alleanza con il potente signore della guerra Kadı Burhanettin. Con questo supporto Hacıemir riuscì a conquistare Ordu (l'antica Cotyora) sulla costa del Mar Nero nel 1380. La nuova capitale del beilicato era nel villaggio di Eskipazar, oggi un sobborgo di Ordu

## Süleyman e la guerra civile nel beilicato
Nel 1387, Hacıemir si ammalò e lasciò in eredità il suo beilicato a suo figlio Süleyman. Quando però si riprese e cercò di riconquistare i suoi beni, causò una guerra civile con il figlio.Tacettin, il Bey del vicino beilicato approfittò della guerra civile con degli attacchi ma venne sconfitto e ucciso sul fronte di battaglia. Nel 1397 Süleyman conquistò Giresun (l'antica Kerasous).

## Fine del beilicato
Dopo la morte di Kadı Burhanettin, Süleyman accettò la sovranità dell'Impero ottomano. Anche se gli ottomani furono sconfitti nella battaglia di Ankara e il beilicato di Hacıemir sperimentò un secondo periodo di indipendenza, non arrivò più al suo antico splendore. Nel 1427 gli ottomani annessero il beilicato.